# دلاتور
دلاتور (انگلیسی: Delator) در لاتین به معنای نکوهش کننده است، یک خبرچین حرفه ای بود که به دادگاه نشان می‌داد که شخص مرتکب عمل مستحق مجازات شده‌است. دادستان یا خبرچین روم باستان بود و نقش یک مخبر خبر را در امور حقوق جزا و دعاوی مالی برای حفظ نظم در جامعه روم که در آن زمان فاقد نیروی پلیس کافی یا مدعی العموم بود، ایفا می‌کرد. جوایز از پاداش‌های مالی و ستایش عمومی برای شهروندان گرفته تا آزادی بردگان و شهروندی برای خارجی‌ها متغیر بود.
به ویژه، دلال کسی بود که به جهت اطلاع‌رسانی برای کیفر اقدام به تعقیب دیگران به ویژه برای جرایم مالی می‌کرد. در ابتدا این عمل مورد تشویق قرار گرفت، اما بعداً متخلف مشمول مجازات اعدام نیز شد. ممکن است یک دلال همسایه را به خاطر عدم پرداخت مالیات خود گزارش کند. در روم باستان، دلاتورها اغلب با وعده پاداش برای اطلاعات خود انگیزه داشتند. در زمان امپراتور نرون، از دلاتورها برای ریشه کن کردن مخالفان سیاسی و دشمنان دولت استفاده می‌شد. این مثال‌ها نشان می‌دهند که چگونه یک دلال برای منافع شخصی یا جلب لطف صاحبان قدرت به دیگران اطلاعاتی را اطلاع می‌داد. آنها اغلب غیرقابل اعتماد در نظر گرفته می‌شدند.
در نتیجه دلاتور در زمان امپراتوری روم تبدیل به یک حرفه پرسود، هرچند بی‌اعتبار شد. سوء استفاده‌کنندگان با بدنامی (از دست دادن بسیاری از حقوق مدنی)، نامگذاری، شلاق یا تبعید مجازات می‌شدند. از آنجایی که فعالیت‌های آنها می‌توانست برای امپراتور مفید باشد، به‌ویژه کسی که به زیردستان خود بی‌اعتماد بود یا به بودجه نیاز داشت، برخی از دلاتورهای بی‌وجدان از مجازات فرار می‌کردند و حتی به قدرت سیاسی دست یافتند.

## حقوق سکولار روم
در تاریخ شهر رم، دلاتور به درستی کسی بود که درآمد فیسکوس — نوعی درآمد مخصوص متعلق به شخص امپراتور — را به مقامات خزانه‌داری پول‌هایی اطلاع می‌داد. این معنای خاص به کسانی تعمیم می‌یابد که اطلاعاتی را در مورد جرایم قابل مجازات ارائه می‌کنند، و به‌علاوه، به کسانی که اتهامی عمومی (خواه درست یا نه) علیه هر شخصی (به ویژه با هدف گرفتن پول) وارد می‌کنند.